# Elecciones estatales de Veracruz de 2010
Las elecciones estatales de Veracruz de 2010 se llevaron a cabo el domingo 4 de julio de 2010, habiéndose renovado los siguientes cargos de elección popular:
- Gobernador de Veracruz. Titular del Poder Ejecutivo del estado, electo para un periodo de seis años no reelegibles en ningún caso, el candidato electo fue Javier Duarte de Ochoa.
- 212 ayuntamientos. Compuestos por un Presidente Municipal y regidores, electos para un periodo de tres años no reelegibles para el periodo inmediato.
- 50 Diputados al Congreso del Estado. 30 electos por mayoría relativa en cada uno de los Distrito Electorales y 20 por el principio de representación proporcional.

## Alianzas y Candidaturas

#### Partido Acción Nacional
El 30 de noviembre de 2009 el exdiputado federal Gerardo Buganza anunció su intención de buscar la candidatura de su partido a la gubernatura, ante ello el 7 de diciembre, el coordinador de los diputados panistas en el Congreso de Veracruz, Alejandro Vázquez Cuevas, se manifestó a favor de la candidatura de Miguel Ángel Yunes Linares. El 20 de diciembre se reunieron cuatro aspirantes a la precandidatura: Juan Bueno Torio, Gerardo Buganza, Julen Rementería del Puerto y Miguel Ángel Yunes Linares, con el presidente nacional del PAN, César Nava Vázquez, para buscar la unidad en el proceso de selección del candidato, y el mismo día se anunció que la elección del candidato sería por elección abierta a militantes y adherentes; horas después de la reunión Julen Rementería anunció su declinación en favor de Gerardo Buganza, sin embargo, Juan Bueno Torio se negó a declinar de la misma manera y anunció que permanecía en el proceso de elección del candidato.
El 18 de febrero, el comité ejecutivo nacional del PAN eligió a Miguel Ángel Yunes Linares como candidato a la gubernatura.

#### Partido Revolucionario Institucional
El 17 de noviembre de 2009 el diputado local Héctor Yunes Landa anunció su intención de ser candidato de su partido a gobernador de Veracruz y firmó ante notario dicha voluntad, confirmándolo el 1 de diciembre al rendir su informe de actividades legislativas. Mientras tanto el diputado federal Javier Duarte de Ochoa comenzó a recibir adhesiones públicas como posible candidato cuando el 13 de noviembre la Confederación Nacional Campesina se manifestó a su favor, y el 29 de noviembre la Confederación de Trabajadores de México.

#### Partido de la Revolución Democrática
El 7 de diciembre de 2009, Andrés Manuel López Obrador se manifestó a favor de que Dante Delgado, senador por Convergencia, fuera el candidato conjunto de ese partido y del PRD y el PT a la gubernatura de Veracruz, sin embargo, el 30 de diciembre la dirigencia del PRD en Veracruz descartó la posibilidad de aliarse con Convergencia si su candidato fuera Dante Delgado, analizando la postulación como candidato del PRD de Arturo Herviz Reyes o de Elías Moreno Brizuela. El senador Arturo Hérviz Reyes había anunciado su intención de contender por la candidatura a gobernador de su partido desde el 22 de diciembre.

#### Convergencia
El más claro aspirante a la candidatura de Convergencia a la gubernatura de Veracruz fue el senador Dante Delgado, a quien el 7 de diciembre de 2009 Andrés Manuel López Obrador manifestó su apoyo para ser el candidato de Convergencia, del PRD y del PT, en consecuencia para buscar dicha candidatura Dante Delgado solicitó licencia como senador el 15 de diciembre, que se hizo efectiva a partir del 31 de enero de 2010.

## Resultados por distrito
|  | 40.99 % |

|  | 43.54 % |

|  | 12.90 % |

## Diputados locales
| Distrito | Cabecera             | Viva Veracruz (PAN, PANAL)                      | Veracruz para Adelante (PRI, PVEM, PRV)          | Para Cambiar Veracruz (PRD, PT, CON)       | PANAL |
| I        | Pánuco               | Ricardo García Escalante · 45,716 Hecho         | Guillermo Diaz Gea 39,338                        | 11,504                                     | 367   |
| II       | Tantoyuca            | Guilebaldo García Zeñil · 48,922 Hecho          | Humberto Pérez Pardavé 44,381                    | Juan Pérez Ramírez 8,633                   |       |
| III      | Chicontepec          | Gilberto Osorio Barrales 29,117                 | Moisés Hernández Barrales · 36,054 Hecho         | Manuel Hernández Hidalgo 18,478            | 3,003 |
| IV       | Temapache            | Rosa Enelva Vera Cruz · 41,826 Hecho            | Paulino Alberto Vázquez Villalobos 41,256        | Anastacio del Ángel Román 5,982            |       |
| V        | Tuxpan               | Vicente Muñoz Ganem 39,928                      | Genaro Ruíz Arriaga · 46,906 Hecho               | Odilón Nava Martínez 7,012                 |       |
| VI       | Poza Rica            | José Kirsh Sánchez 32,450                       | Pablo Anaya Rivera · 39,441 Hecho                | José Luis Sánchez Pego 8,046               |       |
| VII      | Papantla             | Loth M. Segura Juárez · 50,794 Hecho            | Epifanio Carmona Guerra 41,493                   | Alfredo Ramírez Bernabé 14,320             | 1,902 |
| VIII     | Martínez de la Torre | Ernesto Callejas Briones · 45,195 Hecho         | Karla Estrada Gómez 41,373                       | Cesar del Ángel Cruz Lara 10,830           |       |
| IX       | Misantla             | Gustavo Moreno Ramos · 40,165 Hecho             | Álvaro Mota Limón 37,840                         | Frisman Arturo Romero Gaona 19,781         |       |
| X        | Perote               | María del Carmen Pontón Villa 42,525            | Raymundo Eligio Saldaña Ramírez · 47,338 Hecho   | Heli Herrera Hernández 13,396              |       |
| XI       | Xalapa               | Eduardo Sergio de la Torre Jaramillo 26,642     | Américo Zúñiga Martínez · 45,240 Hecho           | José Luis Lobato Campos 16,944             | 2,230 |
| XII      | Xalapa               | Miguel Rodríguez Cruz 28,811                    | Carlos Aceves Amezcua · 40,492 Hecho             | José Valencia Sánchez 14,584               | 1,882 |
| XIII     | Coatepec             | Everardo Soto Matla 41,701                      | Roberto Pérez Moreno · 43,369 Hecho              | María del Rosario Vargas Ortiz 15,121      | 2,489 |
| XIV      | Huatusco             | Isaac González Contreras · 47,939 Hecho         | 44,326                                           | Adolfo Rivera 17,852                       |       |
| XV       | Orizaba              | Miren Edurne Sabina Gurruchaga Rodríguez 41,919 | Víctor Manuel Castelán Crivelli · 44,326 Hecho   | Pluvio Víctor García 21,668                |       |
| XVI      | Córdoba              | Edgar Hugo Fernández Bernal 47,283              | Paulina Muguira Marenco · 54,214 Hecho           | Griselda Blanco Rincón 12,701              | 1,921 |
| XVII     | Tierra Blanca        | Francisco Javier Lara Arano · 50,475 Hecho      | Daby Manuel Lila de Arce 49,578                  | Sergio Estévez Cortés 13,249               | 2,612 |
| XVIII    | Zongolica            | Gabriel Omar García Vega 41,005                 | Hecho · 49,663                                   | Tomas Arrieta Vázquez 31,039               |       |
| XIX      | La Antigua           | Pedro Javier Montero Utrera 51,726              | Leticia Karime Aguilera Guzmán · 59,109 Hecho    | Daniel Villalobos Hernández 23,189         |       |
| XX       | Veracruz             | María Victoria Gutiérrez Lagunes 41,327         | Ainara Rementería Coello · 44,235 Hecho          | Lorena Rodríguez Díaz 6,943                |       |
| XXI      | Veracruz             | Oscar Agustín Lara Hernández · 45,435 Hecho     | Oliver Aguilar Yunes 39,085                      | Eugenio Bueno Campos 7,540                 |       |
| XXII     | Boca del Río         | Fernando Yunes Márquez · 62,326 Hecho           | Hugo Parroquín Aguirre 51,641                    | Antonio Ángel Sosa Villar 7,341            |       |
| XXIII    | Cosamaloapan         | Noemí González Lara 36,735                      | Elena Zamorano Aguirre · 57,112 Hecho            | Marco Raúl Salido García 16,551            |       |
| XXIV     | Santiago Tuxtla      | Luz Isabel Montezano Fernández 31,059           | Félix de Jesús Castellanos Rábago · 40,936 Hecho | Nancy Yael Landa Guerrero 19,548           |       |
| XXV      | San Andrés Tuxtla    | Zuryzaday Serrano Uscanga 35,755                | Tomás Montoya Pereyra · 52,600 Hecho             | Emma Argelia Ochoa López 11,591            |       |
| XXVI     | Acayucan             | María del Rosario Guillén Rosario 33,426        | Jacob Abel Velasco Casarrubias · 47,104 Hecho    | Clemente Nagasaki Condado Escamilla 25,520 | 2,589 |
| XXVII    | Cosoleacaque         | Rosa Carolina Gómez García 43,528               | Isela González Domínguez · 52,854 Hecho          | Valente Flores Garduza 18,706              |       |
| XXVIII   | Minatitlán           | Flavino Ríos Alvarado 23,750                    | Jesús Humberto Arriaga Hernández · 45,453 Hecho  | Israel Chigo Lozano 10,051                 |       |
| XXIX     | Coatzacoalcos        | José Encarnación Uribe Pozos 39,218             | José Murad Loutfe Hetty · 47,666 Hecho           | Alejandro Wong Ramos 9,347                 |       |
| XXX      | Coatzacoalcos        | Claudio Arturo Cahuich Velázquez 23,087         | Marco Antonio Estrada Montiel · 47,920 Hecho     | Alejandro Gutiérrez Cabrera 10,020         |       |
| Total    | Total                | 10                                              | 20                                               | 0                                          | 0     |

## Ayuntamientos
|  | 22.04 % |

|  | 36.00 % |

|  | 41.95 % |

|  | 45.45 % |

|  | 46.93 % |

|  | 6.04 % |

|  | 45.85 % |

|  | 39.32 % |

|  | 10.99 % |

|  | 42.75 % |

|  | 48.23 % |

|  | 6.55 % |

|  | 33.84 % |

|  | 43.41 % |

|  | 18.47 % |

|  | 0.96 % |

|  | 44.42 % |

|  | 42.45 % |

|  | 7.98 % |

|  | 1.58 % |

|  | 36.17 % |

|  | 46.87 % |

|  | 13.66 % |

|  | 39.97 % |

|  | 45.88 % |

|  | 11.93 % |

|  | 25.93 % |

|  | 61.72 % |

|  | 9.48 % |

|  | 56.34 % |

|  | 38.22 % |

|  | 3.59 % |

|  | 44.78 % |

|  | 44.87 % |

|  | 8.06 % |

|  | 27.27 % |

|  | 56.14 % |

|  | 10.47 % |

|  | 2.06 % |